# Szretyenszki járás
A Szretyenszki járás (oroszul Сретенский район) járás Oroszország Bajkálontúli határterületén. Székhelye Szretyenszk.
A járást 1926-ban hozták létre. 

## Népessége
- 2002-ben 27 524 lakosa volt.
- 2010-ben 23 311 lakosa volt.